# Anna Cummins
Anna Cummins (nacida Anna Mickelson, Seattle, 21 de marzo de 1980) es una deportista estadounidense que compitió en remo.
Participó en dos Juegos Olímpicos de Verano, obteniendo dos medallas, plata en Atenas 2004 y oro en Pekín 2008, en la prueba de ocho con timonel.
Ganó tres medallas de oro en el Campeonato Mundial de Remo entre los años 2002 y 2007.

## Palmarés internacional
| Juegos Olímpicos   | Juegos Olímpicos   | Juegos Olímpicos | Juegos Olímpicos |
| Año                | Lugar              | Medalla          | Prueba           |
| ------------------ | ------------------ | ---------------- | ---------------- |
| 2004               | Atenas (Grecia)    | Medalla de plata | Ocho con timonel |
| 2008               | Pekín (China)      | Medalla de oro   | Ocho con timonel |
| Campeonato Mundial |                    |                  |                  |
| Año                | Lugar              | Medalla          | Prueba           |
| 2002               | Sevilla (España)   | Medalla de oro   | Ocho con timonel |
| 2006               | Eton (Reino Unido) | Medalla de oro   | Ocho con timonel |
| 2007               | Múnich (Alemania)  | Medalla de oro   | Ocho con timonel |